# Кэмерон, Марджори
Марджори Кэмерон Парсонс Киммел (англ. Marjorie Cameron Parsons Kimmel) (23 апреля 1922 — 24 июня 1995, профессионально использовавшая псевдоним Кэмерон) — американская актриса и художница, феминистка, поэтесса, телемит. Она была замужем за пионером ракетостроения Джеком Парсонсом.
Родившись в Белл-Плейн, штате Айова, Кэмерон пошла добровольцем на службу в Военно-морской флот Соединенных Штатов во время Второй мировой войны, после чего поселилась в Пасадене, штат Калифорния. Переехав в Бомонт, она основала многорасовую оккультную группу под названием «Дети», которая посвятила себя ритуалам сексуальной магии с целью создания «лунных детей» смешанной расы.
Вернувшись в Лос-Анджелес утвердилась в авангардном художественном сообществе города. Среди ее друзей были режиссеры Кертис Харрингтон и Кеннет Ангер. Она снялась в двух фильмах Харрингтона «Звезда-Полынь» и «Ночной прилив», а также в фильме Ангера «Инаугурация купола удовольствий». В последующие годы она появлялась в артхаусных фильмах, созданных Джоном Чемберленом и Чиком Стрэндом. С конца 1970-х до своей смерти Кэмерон жила в бунгало в Западном Голливуде, где воспитывала дочь и внуков, увлекалась эзотерикой, создавала произведения искусства и поэзию.
Признание Кэмерон как художницы возросло после её смерти, когда ее картины появились на выставках по всей территории США. В результате повышенного внимания к Парсонсу, жизнь Кэмерон также получила более широкое освещение в начале 2000-х годов. В 2006 году был создан Фонд Кэмерон-Парсонс для сохранения и продвижения её творчества, а в 2011 году была опубликована биография Кэмерон, написанная Спенсером Кансой.

## Биография

### Ранняя жизнь: 1922—1945 гг.
Марджори Кэмерон родилась в Белл-Плейн, штате Айова, 23 апреля 1922 года. Ее отец, железнодорожный рабочий Хилл Лесли Кэмерон, был приемным ребенком в шотландско-ирландской семье; ее мать, Кэрри Кэмерон (урожденная Риденур), имела голландское происхождение. Она была их первым ребенком, за ней последовали трое братьев и сестер: Джеймс (р. 1923), Мэри (р. 1927) и Роберт (р. 1929). Они жили в богатой северной части города, хотя жизнь, тем не менее, была тяжелой из-за Великой депрессии. Кэмерон посещала начальную школу Уиттиер и среднюю школу Белл-Плейн, где она хорошо училась искусству, английскому языку и драматургии, но провалила уроки алгебры, латыни и гражданского права. Также она участвовала в занятиях легкой атлетикой, хоровом кружке. Рассказывая о том, что одна из ее подруг детства покончила с собой и что она тоже думала об этом, она охарактеризовала себя как непослушного ребенка, утверждая, что «Я стала городской парией… Никто не подпустил бы ко мне своего ребенка». У неё были сексуальные отношения с разными мужчинами; после того, как Кэмерон забеременела, ее мать сделала незаконный аборт на дому. В 1940 году семья Кэмеронов переехала в Давенпорт, чтобы Хилл мог работать на заводе боеприпасов арсенала Рок-Айленда. Кэмерон закончила свой последний год обучения в средней школе Дэвенпорта, после она работала художником-оформителем в местном универмаге.
После вступления Соединенных Штатов во Вторую мировую войну Кэмерон в феврале 1943 года записалась в Добровольческую службу экстренной помощи для женщин, входящую в состав Военно-морского флота Соединенных Штатов. Первоначально её отправили в тренировочный лагерь в Педагогическом колледже штата Айова в Сидар-Фоллз, а затем отправили в Вашингтон, округ Колумбия, где она работала картографом в Объединенном комитете начальников штабов. В ходе выполнения этих обязанностей она встретилась с премьер-министром Великобритании Уинстоном Черчиллем в мае 1943 года. Ее перевели в Военно-морское фотографическое подразделение в Анакостии, где она работала костюмершей для пропагандистских документальных фильмов и в этот период встречалась с различными голливудскими звездами. Когда ее брат Джеймс вернулся в США раненым со службы за границей, она ушла в самоволку и вернулась в Айову, чтобы повидаться с ним, в результате чего ее отдали под трибунал и заключили в казармы до конца войны. По неизвестным ей причинам она получила почетное увольнение из армии в 1945 году. Чтобы присоединиться к своей семье, она отправилась в Пасадену, штат Калифорния, где ее отец и братья нашли работу в Лаборатории реактивного движения (JPL).

### Жизнь с Джеком Парсонсом: 1946—1952 гг.
В Пасадене Кэмерон столкнулась с бывшим коллегой, который пригласил ее посетить большой дом в стиле американского ремесленника, где он проживал, также известный как «Дом священника». Дом был назван так, потому что его арендовал Джек Парсонс, ученый-ракетчик, который был одним из основателей Лаборатории реактивного движения и который также был набожным последователем Телемы, нового религиозного движения, основанного английским оккультистом Алистером Кроули в 1904 году. Парсонс был главой ложи Агапе, филиала телемитского ордена восточных храмов. Без ведома Кэмерон Парсонс закончил серию ритуалов с использованием енохианской магии со своим другом и жильцом Л. Роном Хаббардом, и все это с целью привлечь «элементальную» женщину в качестве своей любовницы. Встретив Кэмерон с ее характерными рыжими волосами и голубыми глазами, Парсонс счел ее тем человеком, которого он призывал. После того, как они встретились в доме священника 18 января 1946 года, их сразу же потянуло друг к другу, и следующие две недели они провели вместе в его спальне. Хотя Кэмерон не знала об этом, Парсонс рассматривал это как форму сексуальной магии, ритуала, призванного вызвать рождение телемитской богини Бабалон на Земле в человеческом облике.
Во время краткого визита в Нью-Йорк, чтобы повидаться с подругой, Кэмерон обнаружила, что беременна, и решила сделать аборт. Тем временем Парсонс вместе с Хаббардом и его подругой Сарой Нортруп основал компанию Allied Enterprises, в которую вложил свои сбережения. Позже Хаббард пытался сбежать с деньгами Парсонса, что привело к концу их дружбы. Вернувшись в Пасадену, Кэмерон утешила Парсонса, нарисовав картину Нортрупа с отрубленными ногами ниже колена. Парсонс решил продать Дом священника, который затем был снесен для перепланировки, и пара переехала на Манхэттен-Бич. 19 октября 1946 года он и Кэмерон поженились в здании суда Сан-Хуан-Капистрано в округе Ориндж, на службе, свидетелем которой был его лучший друг Эдвард Форман. Испытывая отвращение ко всем религиям, Кэмерон поначалу не интересовалась телемитскими верованиями и оккультными практиками Парсонса, хотя он утверждал, что у нее была важная судьба, дав ей магическое имя «Кандида», часто сокращаемое до «Кэнди», которое стало ее прозвищем.
Когда у Кэмерон развилась каталепсия, Парсонс предложил ей прочитать книги Сильвана Малдуна об астральной проекции и посоветовал ей прочитать «Золотую ветвь» Джеймса Фрейзера, «Король и труп» Генриха Циммера и «Тысячеликий герой» Джозефа Кэмпбелла. Хотя она все еще не принимала Телему, она все больше интересовалась оккультизмом и, в частности, использованием таро.
Со временем отношения Парсонса и Кэмерон ухудшались, и они подумывали о разводе. В то время как Кэмерон посетила художественную коммуну в Сан-Мигель-де-Альенде в Мексике и подружилась с художницей Ренате Друкс, Парсонс переехал в дом в Редондо-Бич и был вовлечен в краткие отношения с ирландкой по имени Глэдис Гохан до возвращения Кэмерон. К марту 1951 года Парсонс и Камерон переехали в каретный сарай по адресу 1071 Саут-Ориндж-Гроув, где он начал работать в компании Bermite Powder Company, производящей взрывчатые вещества для киноиндустрии. Они снова начали устраивать вечеринки, на которых присутствовали в основном представители богемы и поколения битников, а Кэмерон посещала джазовые клубы на Сентрал-авеню со своей подругой, скульптором Джули Макдональд. Кэмерон создавала иллюстрации для модных журналов и продала некоторые из своих картин. Затем Парсонс и Кэмерон решили поехать в Мексику на несколько месяцев. За день до того, как они планировали уехать — 17 июня 1952 г. — он получил срочный заказ на взрывчатку для съемочной площадки и начал работать над заказом у себя дома. В разгар проекта произошел несчастный случай, в ходе которого взрыв разрушил здание, при этом смертельно ранив Парсонса. Его срочно доставили в больницу, но объявили мертвым. Кэмерон не хотела видеть его тело и уехала в Сан-Мигель, попросив своего друга Джорджа Фрея присмотреть за кремацией.

### Дети, Кеннет Энгер и Кертис Харрингтон: 1952—1968 гг.
Находясь в Мексике, Кэмерон начала проводить ритуалы крови в надежде пообщаться с духом Парсонса; во время них она перерезала себе вены. В рамках этих ритуалов она утверждала, что получила новую магическую личность, Илариона. Когда она услышала, что неопознанный летающий объект над зданием Капитолия в Вашингтоне был замечен, она сочла это реакцией на смерть Парсонса. Через два месяца она вернулась в Калифорнию и попыталась покончить с собой. Все больше интересуясь оккультизмом, она читала бумаги своего мужа. Она пришла к убеждению, что Парсонс был убит полицией или антисионистами, и продолжила свои попытки астральной проекции, чтобы пообщаться с его духом.
Ее психическая устойчивость ухудшалась, и она пришла к убеждению, что ядерное испытание на атолле Эниветок приведет к разрушению побережья Калифорнии. Существуют неубедительные доказательства того, что в этот период она была помещена в психиатрическое отделение, прежде чем завела короткий роман с афроамериканским джазовым музыкантом Лероем Бутом, отношения, которые в то время были бы незаконными.
В декабре 1952 года Камерон переехала на заброшенное ранчо в Бомонте, штат Калифорния, примерно в 90 милях (140 км) от Редондо-Бич. С помощью Друкса и Пола Мэтисона она собрала вокруг себя свободную группу магических практиков, которых она назвала «Детьми». Намеренно состоящая из представителей разных рас, она руководила целым рядом ритуалов сексуальной магии с целью создания породы «лунных детей» смешанной расы, которые были бы посвящены Гору. В результате этих обрядов она забеременела и назвала своего будущего ребенка The Wormwood Star «Звезда-Полынь», хотя беременность закончилась выкидышем. Со временем многие соратники Кэмерон в группе отдалились от нее, в частности, из-за ее все более апокалиптических заявлений.; она утверждала, что Мексика вот-вот завоюет США, что в Старом Свете вот-вот разразится расовая война, и что комета упадет на Землю, и что летающая тарелка спасет ее и ее последователей и доставит их на Марс. Во время своих магических ритуалов она использовала целый ряд наркотиков, включая марихуану, пейот и волшебные грибы, а в июне 1953 года она посетила Лос-Анджелес, чтобы посетить лекцию Джеральда Херда об использовании галлюциногенов, расширяющих сознание. Кэмерон страдала от слуховых галлюцинаций, частых приступов депрессии и резких перепадов настроения.
Через общих друзей Кэмерон познакомилась с Шериданом «Шерри» Киммелом, и у них завязались отношения. Ветеран Второй мировой войны из Флориды, Киммел страдал от посттравматического стрессового расстройства, часто вызывавшего у него сильные перепады настроения. Он проявил интерес к оккультизму и стал сильно ревновать к продолжающемуся влиянию Парсонса на Кэмерон. Кэмерон снова забеременела, хотя и не была уверена, кто ее отец. В канун Рождества 1955 года она родила дочь Кристал Ив Киммел. Она позволяла дочери вести себя так, как ей заблагорассудится, полагая, что это лучший способ для нее учиться. Вместе со своим другом, режиссером Кертисом Харрингтоном, Кэмерон сняла короткометражный фильм «Звезда-Полынь», который был снят в доме мультимиллионера-коллекционера произведений искусства Эдварда Джеймса; в фильме представлены изображения картин Кэмерон и декламации ее стихов.
Осенью 1956 года состоялась первая выставка Кэмерон в студии Уолтера Хоппса в Брентвуде; несколько картин были уничтожены, когда галерея загорелась. В конце 1957 года Кэмерон переехала в Сан-Франциско со своими друзьями Норманом Роузом и Дэвидом Метцером. Там она вращалась в тех же богемных кругах, что и многие художники и писатели поколения битников, и была завсегдатаем авангардных поэтических чтений. Она завязала отношения с художником Бертом Шонбергом из кафе «Франкенштейн» и вместе с ним переехала на ранчо за пределами Джошуа Три. Вместе они начали изучать предмет уфологии и подружились с уфологом Джорджем Ван Тасселом. После того, как Киммела выпустили из психиатрического отделения, Кэмерон восстановила с ним свои отношения, и в 1959 году они поженились на гражданской церемонии в мэрии Санта-Моники, но их отношения были напряженными, и вскоре после этого они расстались.
В 1960 году Кэмерон появилась вместе с Хоппером в первом полнометражном фильме Харрингтона «Ночной прилив». Фильм имел успех у критиков и, несмотря на то, что не получил широкого распространения, стал культовой классикой. Ее пригласили сняться в следующем фильме Харрингтона «Игры», хотя в конечном итоге она этого так и не сделала. После того, как Кэмерон переехала в Венецию, Лос-Анджелес, в августе 1961 года в местном художественном магазине были выставлены ее работы. В октябре 1964 года кинотеатр в Лос-Анджелесе провел мероприятие, известное как «Трансцендентальное искусство Кэмерон», на котором демонстрировались ее произведения искусства и поэзия, а также демонстрировались некоторые из ее фильмов.

### Последние годы жизни: 1969—1995
Во второй половине 1960-х Кэмерон и ее дочь переехали в пуэбло Санта-Фе, штат Нью-Мексико, где она подружилась со скульптором Джоном Чемберленом и снялась в его художественном фильме «Сосание пальца», который так и не был выпущен. Находясь в Нью-Мексико, она перенесла коллапс легкого и нуждалась в госпитализации. Ее здоровье было плохим, так как она страдала от хронического бронхита и эмфиземы легких (оба из которых усугублялись ее постоянным курением), дрожание рук мешало ей рисовать уже в течение четырех лет. Из Калифорнии она и ее дочь переехали в небольшое бунгало на Норт-Дженеси-авеню в районе Западного Голливуда Лос-Анджелеса, который в то время обнищал и ассоциировался с преступностью, секс-магазинами и кинотеатрами для взрослых; они оставалась там до конца своей жизни.
К середине 1980-х Кэмерон в большей степени сосредоточилась на своей семейной жизни, особенно на уходе за внуками. В какой-то момент ее арестовали за выращивание каннабиса у себя дома. Кэмерон стала регулярно практиковать тайцзицюань, принимала участие в групповых занятиях в Бронсон-парке под руководством Маршалла Хо’о., и получила сертификат преподавателя по этому предмету. Она очень заинтересовалась «Фактором майя» Хосе Аргуэльеса и «Львиным путем» Шарля Мусеса и занялась неошаманскими практиками. Несмотря на все эти разрозненные духовные интересы, она сохраняла веру в телемические идеи Кроули.
Позднее Кэмерон также встречалась с молодыми оккультистами, такими как телемит Уильям Бриз и индустриальный музыкант Генезис Пи-Орридж. Кэмерон помогала Бризу в совместном редактировании сборника оккультных и либертарианских сочинений Парсонса, которые были опубликованы под названием «Свобода — обоюдоострый меч» в 1989 году. Она была знакома с режиссером-экспериментатором Чиком Стрэндом и появилась в проекте последнего 1979 года «Свободные концы», в ходе которого она рассказала историю экзорцизма. В 1989 году, выставка ее работ под названием «Жемчужина возмездия» состоялась в Муниципальной художественной галерее Лос-Анджелеса, которая включала подборку ее картин и показ Инаугурации Купола удовольствий и «Звезды-Полыни».

## Смерть
В середине 1990-х годов у Кэмерон обнаружили опухоль головного мозга, и она прошла курс лучевой терапии, который дополнила альтернативными лекарствами. Опухоль была злокачественной и дала метастазы в ее легкие. Она умерла в возрасте 73 лет в Медицинском центре Вирджинии 24 июля 1995 года и прошла последние телемические обряды, проводимые верховной жрицей Ordo Templi Orientis. Ее тело было кремировано, а прах развеян в пустыне Мохаве. В августе в венецианском центре литературных искусств «За пределами барокко» состоялось памятное мероприятие.

## Фильмография
| Год  | Название                                 | Роль                         |
| ---- | ---------------------------------------- | ---------------------------- |
| 1954 | Торжественное открытие храма наслаждений | Багряная жена (Алая женщина) |
| 1956 | Звезда-Полынь                            | Женщина                      |
| 1961 | Ночной прилив                            | Водяная ведьма               |